# Augie Johnston
Harold August „Augie“ Johnston (* 18. Juni 1986 in Seattle) ist ein ehemaliger US-amerikanischer Basketballspieler und -trainer.

## Laufbahn
Johnston spielte in seiner Heimat im US-Bundesstaat Kalifornien an der Atascadero High School und zwischen 2004 und 2008 für die Mannschaft der California State University, Monterey Bay in der zweiten Division der NCAA. Nach dem Ende der Saison 2007/08, seiner vierten und letzten auf College-Niveau, lag Johnston mit 848 erzielten Punkten (in 79 Spielen) auf dem sechsten Rang der ewigen Korbjägerliste der Mannschaft sowie in der Kategorie „erzielte Dreipunktwürfe“ (137) auf dem ersten Platz.
In der Saison 2008/09 gehörte er als Assistenztrainer zum Basketballstab der Uni-Mannschaft von Cal State Monterrey Bay. Nachdem er 2009 seinen Hochschulabschluss im Fach Wirtschaft in der Tasche hatte, wagte er den Sprung zum Basketball-Profi und spielte ab Dezember 2009 bei den Velbert Baskets in der zweiten Regionalliga in Deutschland. In der Saison 2010/11 erzielte er für die SpVgg Rattelsdorf im Schnitt 29,8 Punkte pro Spiel und führte damit die erste Regionalliga Süd-Ost an.
Von 2011 bis 2013 spielte Johnston für den SC Rist Wedel in der 2. Bundesliga ProB und war dort Mannschaftskapitän. Vor allem mit seinen Leistungen in der Saison 2012/13, als er Wedel in die ProB-Playoffs führte und dabei mit 19,3 Punkten pro Begegnung den Mannschaftsbestwert erzielte, machte er Vereine aus der ProA auf sich aufmerksam. In der Saison 2013/14 stand er dann bei den Cuxhaven BasCats in der ProA unter Vertrag.
Zur Saison 2014/15 wechselte Johnston nach Luxemburg und spielte für BBC Bascharage. Zu Saisonbeginn 2015/16 stand er beim BBC Sparta Bertrange (ebenfalls Luxemburg) unter Vertrag, im November 2015 kam es jedoch nach einigen absolvierten Partien zur Trennung.
Johnston betrieb eine Internetseite, auf der er Basketball-Trainingsinhalte unter anderem per Videoschulung anbot. Darüber hinaus veranstaltete er Basketball-Camps für Jugendliche, im Sommer 2018 übernahm er den Trainerposten bei der Basketballmannschaft seiner ehemaligen Schule, der Atascadero High School, nachdem er zuvor bereits eine Mannschaft mit jüngeren Schülern an derselben Bildungseinrichtung betreut hatte. Zudem wurde er an der Schule als Lehrer für Informatik tätig. Er gründete ein Videodienstleistungsunternehmen.